# Nyugati síkvidéki gorilla
A nyugati síkvidéki gorilla (Gorilla gorilla gorilla) az emlősök (Mammalia) osztályának főemlősök (Primates) rendjébe, ezen belül az emberfélék (Hominidae) családjába tartozó nyugati gorilla (Gorilla gorilla) egyik alfaja és egyben a törzsalfaja is, a másik alfaj a cross-folyói gorilla (Gorilla gorilla diehli).

## Előfordulása
A nyugati síkvidéki gorilla előfordulási területe Afrika középső részének nyugati fele. A következő országokban található meg: Angola, Egyenlítői-Guinea, Gabon, Kamerun, Kongói Demokratikus Köztársaság, Kongói Köztársaság és Közép-afrikai Köztársaság.
Főleg ezt a gorillát tartják az állatkertekben. Az élőhelyének elvesztése, az emberek által hordozott betegségek és az orvvadászat veszélyeztetik a nyugati síkvidéki gorilla fennmaradását.

## Megjelenése
Az összes gorillaalfaj közül ez a legkisebb méretű. Az alfajon belül, éppúgy mint az összes többi gorillaalfaj esetében jelentős a nemi kétalakúság, azaz a kifejlett hím jóval nagyobb testű, másabb alakú és színű, mint a nőstény. A kifejlett, családdal rendelkező idősebb hím világosszürke hátú és farú lesz, emiatt „ezüsthátúnak” nevezik. A legnagyobb hímek két lábra állva akár 180 centiméter magasak is lehetnek, tömegük elérheti a 270 kilogrammot. Az átlagos hímek azonban csak 140 kilogrammosak, míg a nőstények 90 kilogrammosak. Felállva az átlagos hím 163 centiméter magas, míg a nőstény 150 centiméteres. A szőrzete mindkét nemnek fekete vagy barnás, a hímnél vöröses fejtetővel. A fogazata erőteljes nagy őrlőkkel és a hímek esetében nagy szemfogakkal.

## Életmódja
Egyaránt megtalálható az elsődleges és másodlagos erdőkben, a síkvidéki mocsaras területeken, és neve ellenére a hegyi erdőkben is. Tápláléka növényszárak és -levelek, gyümölcsök, valamint termeszek, melyeket növényszárakkal vagy ágakkal „halásznak” ki. A vadonban egy-egy család átlagos területe - a táplálékkínálattól függően - 8-45 négyzetkilométernyi, naponta 3-5 kilométeres távot tesz meg.

## Szaporodása
A nőstény körülbelül 8-9 évesen válik ivaréretté. Majdnem 9 hónapos terhesség után egy kis gorilla születik, amely születésekor körülbelül 1,8 kilogrammos. Négy hónapos korától már ülhet az anyja hátán; ott „lovagolhat” 2-3 éves koráig. 5 éves koráig az életben maradása az anyjától függ.

## Képek

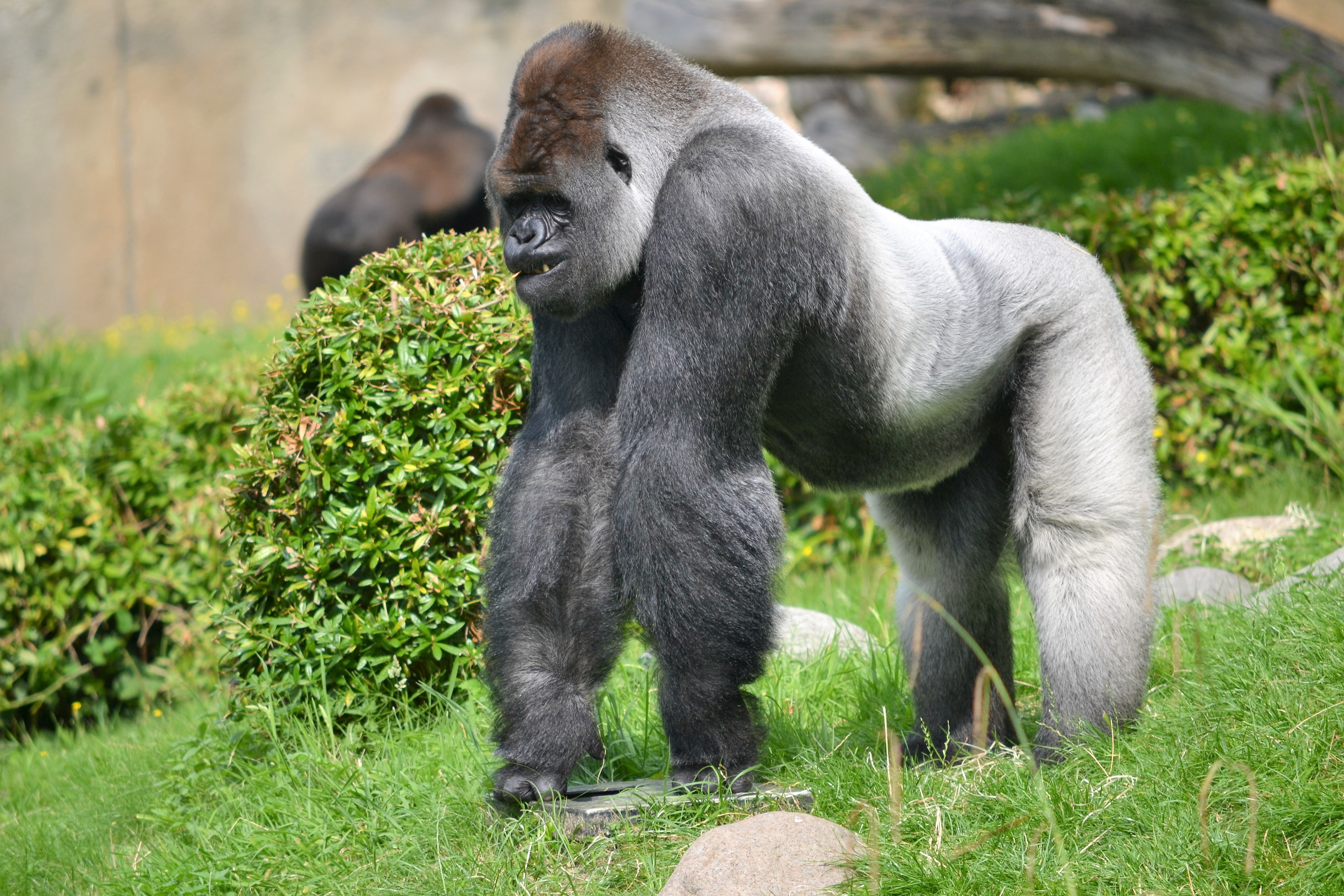
Ezüsthátú
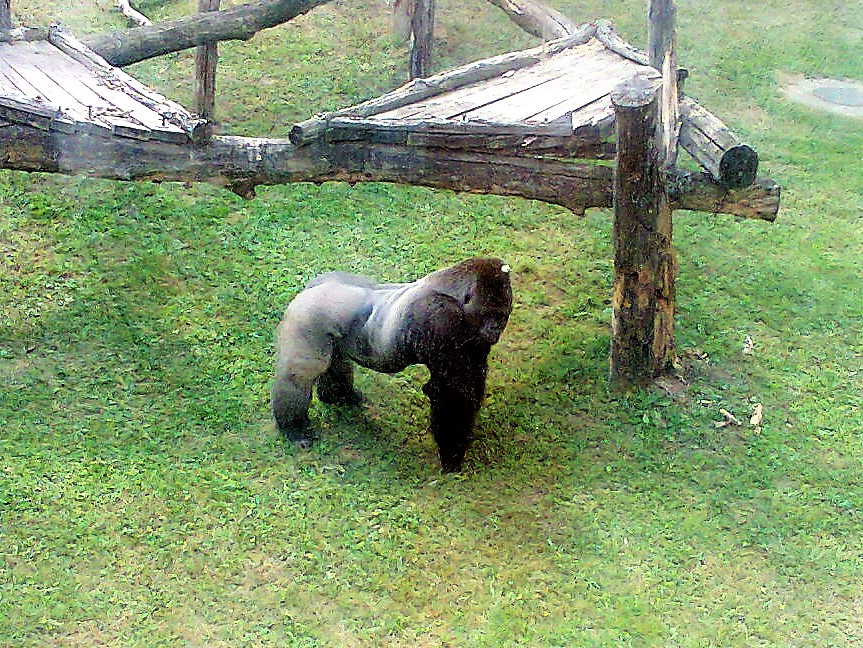
hímek
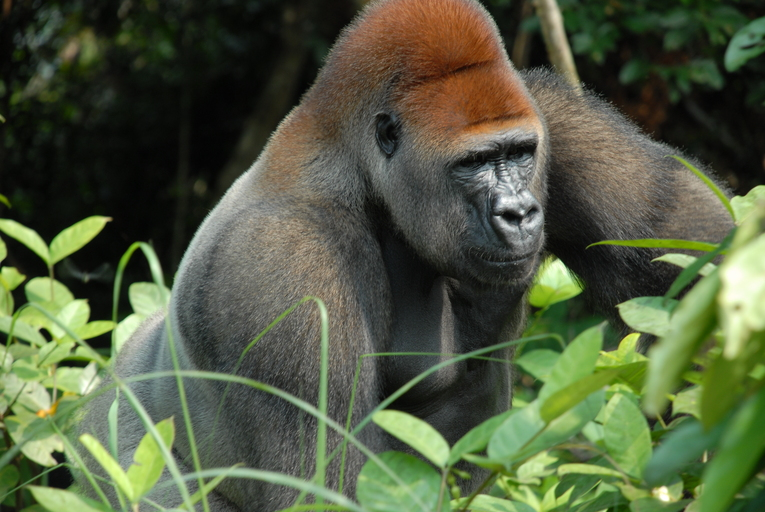
Jól látszik a vörös fejtetője
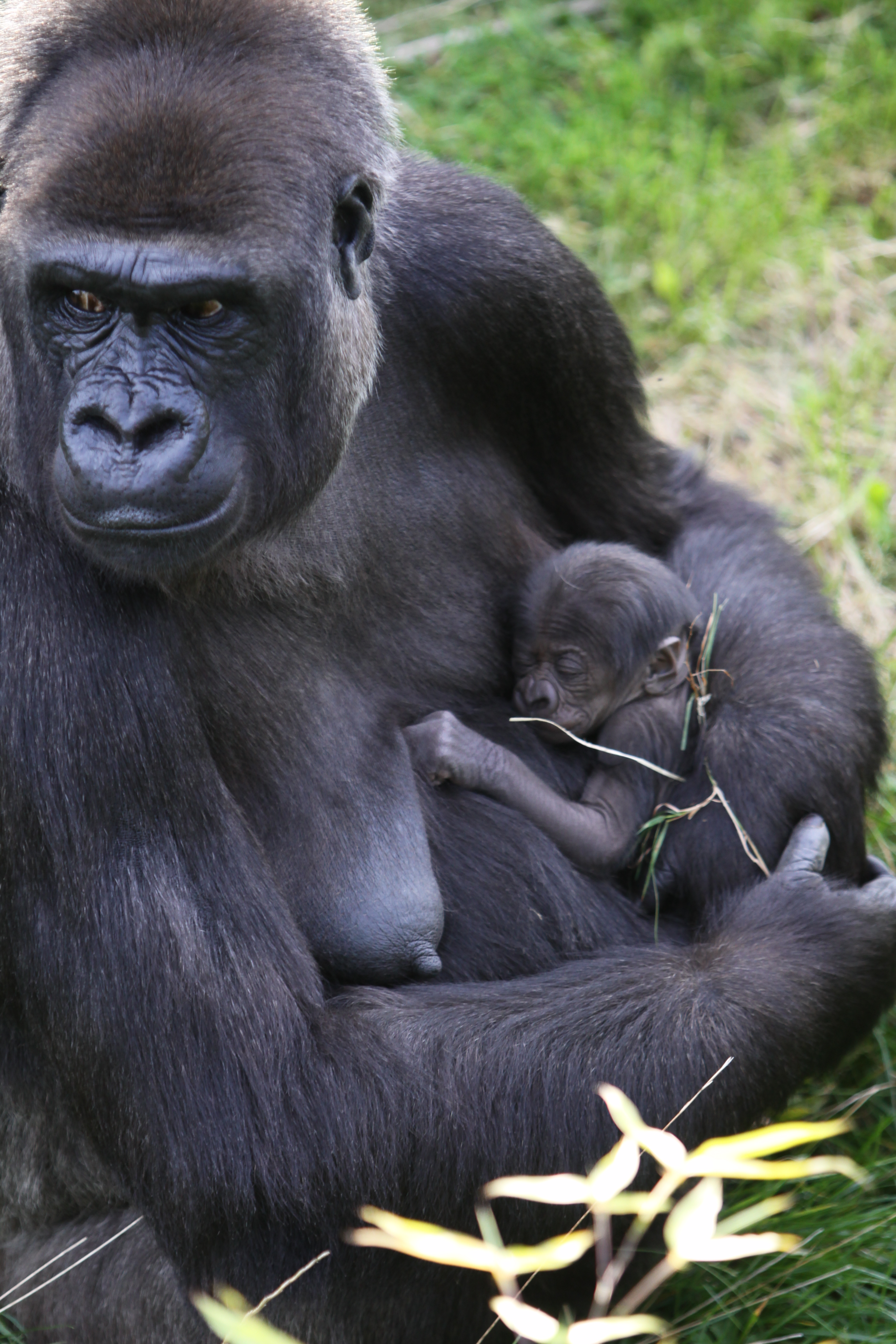
Nőstény kicsinyével
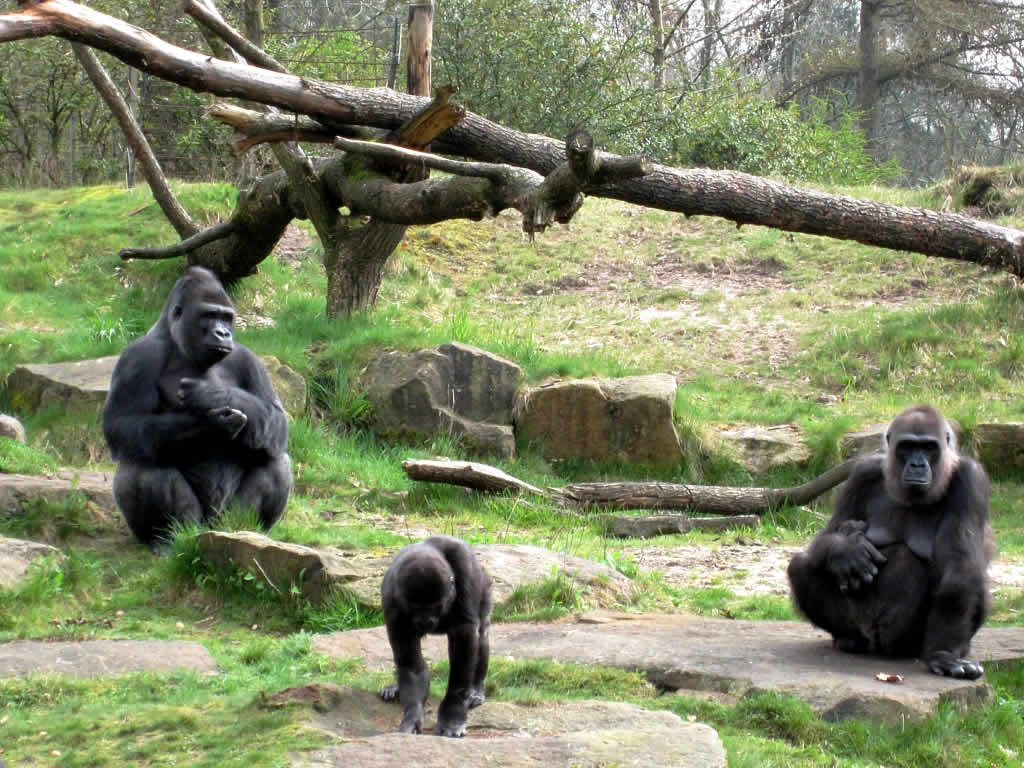
Egy kis család

## Fordítás
- Ez a szócikk részben vagy egészben  a   Western lowland gorilla című angol Wikipédia-szócikk ezen változatának fordításán alapul.  Az eredeti cikk szerkesztőit annak laptörténete sorolja fel. Ez a jelzés csupán a megfogalmazás eredetét és a szerzői jogokat jelzi, nem szolgál a cikkben szereplő információk forrásmegjelöléseként.